# Mandjaoula
 (octobre 2020).
Si vous disposez d'ouvrages ou d'articles de référence ou si vous connaissez des sites web de qualité traitant du thème abordé ici, merci de compléter l'article en donnant les références utiles à sa vérifiabilité et en les liant à la section « Notes et références ».
Mandjaoula ou Mandjaola ou Mandjola est un village du Cameroun situé dans le département de la Bénoué et la région du Nord. Mandjaoula est une des quelques localités de la commune de Bibémi qui bénéficient d’une installation électrique moyenne tension. Mandjaoula est entouré par les villages de Biboumza (n.), Fitorou (n.-o.), Waga (o.), Baksa (s.-o.), Derensing (s.) et Bahamadicko (e.) Le Plan Communal de Développement de Bibémi prévoyait à Mandjaoula la création d’une école maternelle, et la construction d’une bibliothèque, d’un laboratoire équipé et d’une salle informatique pour le C.E.S. La construction de puits, la construction et l’équipement d’un poste agricole, et la création de parcelles d’expérimentation étaient également prévues selon ce plan.   
Sur les cartes de la région de Bibémi, Mandjola est localisé en trois segments: Mandjola, Mandjola_2 et Mandjola_3. 
Coordonnées: longitude 13.9° est, latitude 9.42° nord
Altitude: 244 m

## Population
Selon le Plan Communal de Développement de Bibémi daté de Mai 2014, la localité comptait 3431 habitants. Le nombre d’habitants de Mandjaoula était de 4230 selon le recensement de 2005[réf. incomplète].